# 塔斯尼姆通讯社
塔斯尼姆通讯社（波斯語：خبرگزاری تسنیم）是伊朗一家私营通讯社，總部位於德黑蘭。該通訊社於2012年成立。其所有内容均以知识共享许可协议方式進行授權。該通訊社与伊朗革命卫队關係密切，並宣称創建的目的是捍卫伊斯兰共和国，反对媒体的负面宣传运动，并向读者提供有关伊朗和伊斯兰教的真实情况。